# Elena Săcălici
Elena Săcălici   (Huedin, 18 de juliol de 1935 - 1 d'octubre de 1959), de casada Petroșanu, fou una gimnasta artística romanesa que va competir durant la dècada de 1950.
El 1956 va prendre part en els Jocs Olímpics d'Estiu de Melbourne, on disputà les set proves del programa de gimnàstica. Guanyà la medalla de bronze en la competició del concurs complet per equips, mentre en la del concurs per aparells per equips fou cinquena. En les altres proves finalitzà en posicions més endarrerides.
En el seu palmarès també destaca una medalla de bronze al Campionat del Món de gimnàstica artística de 1958.